# Декальб (округ, Міссурі)
Шаблон:StateAbbr_ 39°54′ пн. ш. 94°24′ зх. д. / 39.9° пн. ш. 94.4° зх. д.
Округ  Декальб (англ. DeKalb County) — округ (графство) у штаті Міссурі, США. Ідентифікатор округу 29063.

## Історія
Округ Декальб утворений в 1843 році.

## Демографія
За даними перепису 
2000 року 
загальне населення округу становило 11597 осіб, зокрема міського населення було 3814, а сільського — 7783.
Серед мешканців округу чоловіків було 7001, а жінок — 4596. В окрузі було 3528 домогосподарств, 2472 родин, які мешкали в 3839 будинках.
Середній розмір родини становив 3,04.
Віковий розподіл населення поданий у таблиці:
| Стать    | До 15 років | 15-21 | 22-29 | 30-39 | 40-49 | 50-65 | 65-85 | Понад 85 |
| -------- | ----------- | ----- | ----- | ----- | ----- | ----- | ----- | -------- |
| Чоловіки | 1030        | 507   | 905   | 1674  | 1261  | 935   | 625   | 64       |
| Жінки    | 943         | 414   | 347   | 628   | 652   | 691   | 771   | 150      |

## Суміжні округи
- Джентрі — північ
- Девісс — схід
- Колдвелл — південний схід
- Клінтон — південь
- Б'юкенан — південний захід
- Ендрю — захід

## Виноски
1. ↑  U.S. Decennial Census. United States Census Bureau. Архів оригіналу за 26 квітня 2015. Процитовано 15 листопада 2014.
2. ↑  Historical Census Browser. University of Virginia Library. Архів оригіналу за 11 серпня 2012. Процитовано 15 листопада 2014.
3. ↑  Population of Counties by Decennial Census: 1900 to 1990. United States Census Bureau. Архів оригіналу за 3 грудня 2014. Процитовано 15 листопада 2014.
4. ↑  Census 2000 PHC-T-4. Ranking Tables for Counties: 1990 and 2000 (PDF). United States Census Bureau. Архів оригіналу (PDF) за 18 грудня 2014. Процитовано 15 листопада 2014.
5. ↑  State & County QuickFacts. United States Census Bureau. Архів оригіналу за 7 червня 2011. Процитовано 8 вересня 2013.(англ.) Наведено за англійською вікіпедією.
6. ↑  American FactFinder. Бюро перепису населення США. Архів оригіналу за 21 травня 2008. Процитовано 31 січня 2008.

| США | Це незавершена стаття з географії США. Ви можете допомогти проєкту, виправивши або дописавши її. |